# Woodmere (Nova York)
Woodmere és una concentració de població designada pel cens dels Estats Units a l'estat de Nova York. Segons el cens del 2000 tenia 16.447 habitants.

## Demografia
Segons el cens del 2000, Woodmere tenia 16.447 habitants, 5.349 habitatges, i 4.525 famílies. La densitat de població era de 2.480,6 habitants per km².
Dels 5.349 habitatges en un 38,8% hi vivien nens de menys de 18 anys, en un 76,5% hi vivien parelles casades, en un 5,7% dones solteres, i en un 15,4% no eren unitats familiars. En el 13,7% dels habitatges hi vivien persones soles el 7,6% de les quals corresponia a persones de 65 anys o més que vivien soles. El nombre mitjà de persones vivint en cada habitatge era de 3,01 i el nombre mitjà de persones que vivien en cada família era de 3,32.
Per edats la població es repartia de la següent manera: un 28% tenia menys de 18 anys, un 5,8% entre 18 i 24, un 23,2% entre 25 i 44, un 25,7% de 45 a 60 i un 17,3% 65 anys o més.
L'edat mediana era de 41 anys. Per cada 100 dones de 18 o més anys hi havia 91,6 homes.
La renda mediana per habitatge era de 93.212 $ i la renda mediana per família de 119.402 $. Els homes tenien una renda mediana de 76.266 $ mentre que les dones 41.393 $. La renda per capita de la població era de 41.699 $. Entorn del 3,5% de les famílies i el 4,3% de la població estaven per davall del llindar de pobresa.